# Alachua (Floryda)
Alachua – miasto w Stanach Zjednoczonych, w stanie Floryda, w hrabstwie Alachua.